# Piña de Campos (kommunhuvudort)
Piña de Campos är en kommunhuvudort i Spanien.   Den ligger i provinsen Provincia de Palencia och regionen Kastilien och Leon, i den norra delen av landet, 210 km norr om huvudstaden Madrid. Piña de Campos ligger 765 meter över havet och antalet invånare är 281.
Terrängen runt Piña de Campos är platt. Runt Piña de Campos är det glesbefolkat, med 9 invånare per kvadratkilometer. Närmaste större samhälle är Frómista, 6,5 km norr om Piña de Campos. Trakten runt Piña de Campos består till största delen av jordbruksmark.